# 6839 Одзенума
6839 Одзенума (6839 Ozenuma) — астероїд головного поясу, відкритий 18 листопада 1995 року.
Тіссеранів параметр щодо Юпітера — 3,294.
Названо на честь Одзенума (яп. おぜぬま(尾瀬沼) одзенума)